# Haus Henkel (Düsseldorf-Holthausen)

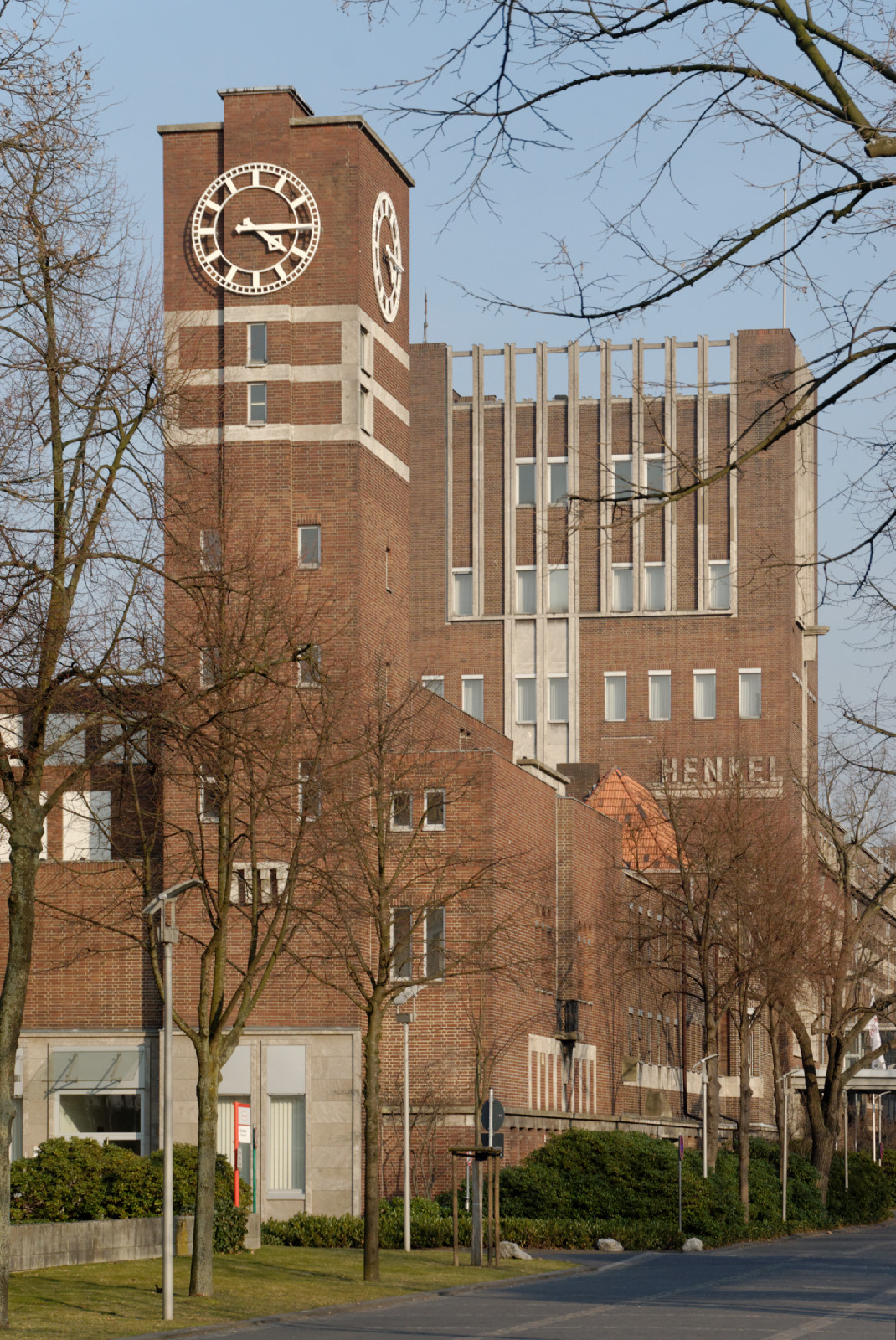
Haus Henkel

Das denkmalgeschützte Haus Henkel an der Henkelstraße 67 in Düsseldorf-Holthausen wurde 1927 nach Plänen von Walter Furthmann erbaut. Mit seinem Henkel-Turm wurde es zu einem „Markenzeichen des Chemie-Giganten“. Das Haus stand ursprünglich auf der GeSoLei-Ausstellung im Jahre 1926; aber bereits im Vorfeld der Ausstellung war die Umsetzung des Henkel-Hauses vom Ausstellungsgelände auf das Firmenareal geplant. Deswegen wurde der Ausstellungsbau mit einem Stahlskelett ausgeführt. Das äußere Erscheinungsbild erinnert an einen modernen Sakralbau. Walter Furthmann konzipierte seit ca. 1906 alle Bauprojekte der Firma Henkel und viele private Bauten der Eigentümer-Familie.
Für den 2. bis zum 19. Sitzungsabschnitt diente der Gesoleisaal im Haus Henkel als Plenarsaal des Landtags von Nordrhein-Westfalen. Anfangs waren die Arbeitsbedingungen dürftig. Es gab für die meisten Abgeordneten keine Arbeitspulte, keine festen Räume für Fraktions- und Ausschusssitzungen. Zudem fanden neben Landtagssitzungen weitere werksinterne Veranstaltungen statt und die Soldaten der britischen Besatzungsmacht nutzen den Saal als Filmvorführraum und die Städtischen Bühnen für Theater- und Operettenaufführungen.